# Bilan saison par saison des Dodgers de Los Angeles
L'équipe de baseball des Dodgers de Los Angeles est une franchise de la Ligue majeure de baseball depuis 1884. Cette page retrace les résultats de l'équipe depuis cette première saison avec l'indication des résultats en saison régulière et ceux enregistrés en phase de play-offs.

## Résumé (1884-2010)

### Saison régulière
- 128 saisons de Ligue majeure : 10 135 victoires pour 9 199 défaites (0,524)

- 11 titres de Division : 1974, 1977, 1978, 1981, 1983, 1985, 1988, 1995, 2004, 208, 2009
- 17 titres de Ligue : 1889 (AA), 1890, 1899, 1900, 1916, 1920, 1941, 1947, 1949, 1952, 1953, 1955, 1956, 1959, 1963, 1965, 1966

### Séries éliminatoires
- 7 participations en Série de division : 10 victoires pour 14 défaites (0,417), 3 séries gagnées : 1981, 2008, 2009
- 9 participations en Série de championnat de la Ligue nationale de baseball : 21 victoires pour 23 défaites (0,477), 5 séries gagnées : 1974, 1977, 1978, 1981, 1988
- 18 participations en Série mondiale : 45 victoires pour 60 défaites (0,428), 6 séries gagnées : 1955, 1959, 1963, 1965, 1981, 1988
- Bilan en séries éliminatoires : 76 victoires pour 97 défaites (0,439)

## Saison par saison
| Saison                    | Saison régulière | Saison régulière | Saison régulière | Saison régulière | Saison régulière | Saison régulière | Manager                                                        | Séries éliminatoires |                                                           |
| Saison                    | Classement       | Vic.             | Déf.             | %Vic.            | Spectateurs      | Moyenne          | Manager                                                        | Séries éliminatoires |                                                           |
| Brooklyn Atlantics (AA)   |                  |                  |                  |                  |                  |                  |                                                                | |                                                           |
| 1884                      | 9e AA            | 40               | 64               | 0,384            |                  |                  | George Taylor                                                  | |                                                           |
| Brooklyn Grays (AA)       |                  |                  |                  |                  |                  |                  |                                                                | |                                                           |
| 1885                      | 5e AA            | 53               | 59               | 0,473            |                  |                  | Charlie Hackett (15-22) Charlie Byrne (38-37)                  | |                                                           |
| 1886                      | 3e AA            | 76               | 61               | 0,554            |                  |                  | Charlie Byrne                                                  | |                                                           |
| 1887                      | 6e AA            | 60               | 74               | 0,447            |                  |                  | Charlie Byrne                                                  | |                                                           |
| Brooklyn Bridegrooms (AA) |                  |                  |                  |                  |                  |                  |                                                                | |                                                           |
| 1888                      | 2e AA            | 88               | 52               | 0,628            |                  |                  | Bill McGunnigle                                                | |                                                           |
| 1889                      | 1e AA            | 93               | 44               | 0,678            |                  |                  | Bill McGunnigle                                                | |                                                           |
| Brooklyn Bridegrooms      |                  |                  |                  |                  |                  |                  |                                                                | |                                                           |
| 1890                      | 1e NL            | 86               | 43               | 0,666            |                  |                  | Bill McGunnigle                                                | |                                                           |
| 1891                      | 6e NL            | 61               | 76               | 0,445            |                  |                  | John Montgomery Ward (en)                                      | |                                                           |
| 1892                      | 3e NL            | 95               | 59               | 0,616            |                  |                  | John Ward                                                      | |                                                           |
| 1893                      | 7e NL            | 65               | 63               | 0,507            |                  |                  | Dave Foutz                                                     | |                                                           |
| 1894                      | 5e NL            | 70               | 61               | 0,534            |                  |                  | Dave Foutz                                                     | |                                                           |
| 1895                      | 6e NL            | 71               | 60               | 0,541            |                  |                  | Dave Foutz                                                     | |                                                           |
| 1896                      | 10e NL           | 58               | 73               | 0,442            |                  |                  | Dave Foutz                                                     | |                                                           |
| 1897                      | 6e NL            | 61               | 71               | 0,462            |                  |                  | Billy Barnie                                                   | |                                                           |
| 1898                      | 10e NL           | 54               | 91               | 0,372            |                  |                  | Billy Barnie (15-20) Mike Griffin (1-3) Charlie Ebbets (38-68) | |                                                           |
| Brooklyn Superbas         |                  |                  |                  |                  |                  |                  |                                                                | |                                                           |
| 1899                      | 1e NL            | 101              | 47               | 0,682            |                  |                  | Ned Hanlon                                                     | |                                                           |
| 1900                      | 1e NL            | 82               | 54               | 0,602            |                  |                  | Ned Hanlon                                                     | |                                                           |
| 1901                      | 3e NL            | 79               | 57               | 0,580            |                  |                  | Ned Hanlon                                                     | |                                                           |
| 1902                      | 2e NL            | 75               | 63               | 0,543            |                  |                  | Ned Hanlon                                                     | |                                                           |
| 1903                      | 5e NL            | 70               | 66               | 0,514            |                  |                  | Ned Hanlon                                                     | |                                                           |
| 1904                      | 6e NL            | 56               | 97               | 0,366            |                  |                  | Ned Hanlon                                                     | |                                                           |
| 1905                      | 8e NL            | 48               | 104              | 0,315            |                  |                  | Ned Hanlon                                                     | |                                                           |
| 1906                      | 5e NL            | 66               | 86               | 0,434            |                  |                  | Patsy Donovan                                                  | |                                                           |
| 1907                      | 5e NL            | 65               | 83               | 0,439            |                  |                  | Patsy Donovan                                                  | |                                                           |
| 1908                      | 7e NL            | 53               | 101              | 0,344            |                  |                  | Patsy Donovan                                                  | |                                                           |
| 1909                      | 6e NL            | 55               | 98               | 0,359            |                  |                  | Harry Lumley                                                   | |                                                           |
| 1910                      | 6e NL            | 64               | 90               | 0,415            |                  |                  | Bill Dahlen                                                    | |                                                           |
| 1911                      | 7e NL            | 64               | 86               | 0,426            |                  |                  | Bill Dahlen                                                    | |                                                           |
| 1912                      | 7e NL            | 58               | 95               | 0,379            |                  |                  | Bill Dahlen                                                    | |                                                           |
| 1913                      | 6e NL            | 65               | 84               | 0,436            |                  |                  | Bill Dahlen                                                    | |                                                           |
| Brooklyn Robins           |                  |                  |                  |                  |                  |                  |                                                                | |                                                           |
| 1914                      | 5e NL            | 75               | 79               | 0,487            |                  |                  | Wilbert Robinson                                               | |                                                           |
| 1915                      | 3e NL            | 80               | 72               | 0,526            |                  |                  | Wilbert Robinson                                               | |                                                           |
| 1916                      | 1e NL            | 94               | 60               | 0,610            |                  |                  | Wilbert Robinson                                               | Série mondiale D 1-4 (Red Sox)                                                                                                |                                                           |
| 1917                      | 7e NL            | 70               | 81               | 0,463            |                  |                  | Wilbert Robinson                                               | |                                                           |
| 1918                      | 5e NL            | 57               | 69               | 0,452            |                  |                  | Wilbert Robinson                                               | |                                                           |
| 1919                      | 5e NL            | 69               | 71               | 0,492            |                  |                  | Wilbert Robinson                                               | |                                                           |
| 1920                      | 1e NL            | 93               | 61               | 0,603            |                  |                  | Wilbert Robinson                                               | Série mondiale D 2-5 (Indians)                                                                                                |                                                           |
| 1921                      | 5e NL            | 77               | 75               | 0,506            |                  |                  | Wilbert Robinson                                               | |                                                           |
| 1922                      | 6e NL            | 76               | 78               | 0,493            |                  |                  | Wilbert Robinson                                               | |                                                           |
| 1923                      | 6e NL            | 76               | 78               | 0,493            |                  |                  | Wilbert Robinson                                               | |                                                           |
| 1924                      | 2e NL            | 92               | 62               | 0,597            |                  |                  | Wilbert Robinson                                               | |                                                           |
| 1925                      | 7e NL            | 68               | 85               | 0,444            |                  |                  | Wilbert Robinson                                               | |                                                           |
| 1926                      | 6e NL            | 71               | 82               | 0,464            |                  |                  | Wilbert Robinson                                               | |                                                           |
| 1927                      | 6e NL            | 65               | 88               | 0,424            |                  |                  | Wilbert Robinson                                               | |                                                           |
| 1928                      | 6e NL            | 77               | 76               | 0,503            |                  |                  | Wilbert Robinson                                               | |                                                           |
| 1929                      | 6e NL            | 70               | 83               | 0,457            |                  |                  | Wilbert Robinson                                               | |                                                           |
| 1930                      | 4e NL            | 86               | 68               | 0,558            |                  |                  | Wilbert Robinson                                               | |                                                           |
| 1931                      | 4e NL            | 79               | 73               | 0,519            |                  |                  | Wilbert Robinson                                               | |                                                           |
| Brooklyn Dodgers          |                  |                  |                  |                  |                  |                  |                                                                | |                                                           |
| 1932                      | 3e NL            | 81               | 73               | 0,525            |                  |                  | Max Carey                                                      | |                                                           |
| 1933                      | 6e NL            | 65               | 88               | 0,424            |                  |                  | Max Carey                                                      | |                                                           |
| 1934                      | 6e NL            | 71               | 81               | 0,467            |                  |                  | Casey Stengel                                                  | |                                                           |
| 1935                      | 5e NL            | 70               | 83               | 0,457            |                  |                  | Casey Stengel                                                  | |                                                           |
| 1936                      | 7e NL            | 67               | 87               | 0,435            |                  |                  | Casey Stengel                                                  | |                                                           |
| 1937                      | 6e NL            | 62               | 91               | 0,405            |                  |                  | Burleigh Grimes                                                | |                                                           |
| 1938                      | 7e NL            | 69               | 80               | 0,463            |                  |                  | Burleigh Grimes                                                | |                                                           |
| 1939                      | 3e NL            | 84               | 69               | 0,549            |                  |                  | Leo Durocher                                                   | |                                                           |
| 1940                      | 2e NL            | 88               | 65               | 0,575            |                  |                  | Leo Durocher                                                   | |                                                           |
| 1941                      | 1e NL            | 100              | 54               | 0,649            |                  |                  | Leo Durocher                                                   | Série mondiale D 1-4 (Yankees)                                                                                                |                                                           |
| 1942                      | 2e NL            | 104              | 50               | 0,675            |                  |                  | Leo Durocher                                                   | |                                                           |
| 1943                      | 3e NL            | 81               | 72               | 0,529            |                  |                  | Leo Durocher                                                   | |                                                           |
| 1944                      | 7e NL            | 63               | 91               | 0,409            |                  |                  | Leo Durocher                                                   | |                                                           |
| 1945                      | 3e NL            | 87               | 67               | 0,564            |                  |                  | Leo Durocher                                                   | |                                                           |
| 1946                      | 2e NL            | 96               | 60               | 0,615            |                  |                  | Leo Durocher                                                   | |                                                           |
| 1947                      | 1e NL            | 94               | 60               | 0,610            |                  |                  | Clyde Sukeforth (2-0) Burt Shotton (92-60)                     | Série mondiale D 3-4 (Yankees)                                                                                                |                                                           |
| 1948                      | 3e NL            | 84               | 70               | 0,545            |                  |                  | Leo Durocher (35-37) Ray Blades (1-0) Burt Shotton (48-33)     | |                                                           |
| 1949                      | 1e NL            | 97               | 57               | 0,629            |                  |                  | Burt Shotton                                                   | Série mondiale D 1-4 (Yankees)                                                                                                |                                                           |
| 1950                      | 2e NL            | 89               | 65               | 0,577            |                  |                  | Burt Shotton                                                   | |                                                           |
| 1951                      | 2e NL            | 97               | 60               | 0,617            |                  |                  | Chuck Dressen                                                  | |                                                           |
| 1952                      | 1e NL            | 96               | 57               | 0,627            |                  |                  | Chuck Dressen                                                  | Série mondiale D 3-4 (Yankees)                                                                                                |                                                           |
| 1953                      | 1e NL            | 105              | 49               | 0,681            |                  |                  | Chuck Dressen                                                  | Série mondiale D 2-4 (Yankees)                                                                                                |                                                           |
| 1954                      | 2e NL            | 92               | 62               | 0,597            |                  |                  | Walter Alston                                                  | |                                                           |
| 1955                      | 1e NL            | 98               | 55               | 0,640            |                  |                  | Walter Alston                                                  | Série mondiale V 4-3 (Yankees)                                                                                                |                                                           |
| 1956                      | 1e NL            | 93               | 61               | 0,603            |                  |                  | Walter Alston                                                  | Série mondiale D 3-4 (Yankees)                                                                                                |                                                           |
| 1957                      | 3e NL            | 84               | 70               | 0,545            |                  |                  | Walter Alston                                                  | |                                                           |
| Los Angeles Dodgers       |                  |                  |                  |                  |                  |                  |                                                                | |                                                           |
| 1958                      | 7e NL            | 71               | 83               | 0,461            |                  |                  | Walter Alston                                                  | |                                                           |
| 1959                      | 1e NL            | 88               | 68               | 0,564            |                  |                  | Walter Alston                                                  | Série mondiale V 4-2 (White Sox)                                                                                              |                                                           |
| 1960                      | 4e NL            | 82               | 72               | 0,532            |                  |                  | Walter Alston                                                  | |                                                           |
| 1961                      | 2e NL            | 89               | 65               | 0,577            |                  |                  | Walter Alston                                                  | |                                                           |
| 1962                      | 2e NL            | 102              | 63               | 0,618            |                  |                  | Walter Alston                                                  | |                                                           |
| 1963                      | 1e NL            | 99               | 63               | 0,611            |                  |                  | Walter Alston                                                  | Série mondiale V 4-0 (Yankees)                                                                                                |                                                           |
| 1964                      | 7e NL            | 80               | 82               | 0,493            |                  |                  | Walter Alston                                                  | |                                                           |
| 1965                      | 1e NL            | 97               | 65               | 0,598            |                  |                  | Walter Alston                                                  | Série mondiale V 4-3 (Twins)                                                                                                  |                                                           |
| 1966                      | 1e NL            | 95               | 67               | 0,586            |                  |                  | Walter Alston                                                  | Série mondiale D 0-4 (Orioles)                                                                                                |                                                           |
| 1967                      | 8e NL            | 73               | 89               | 0,450            |                  |                  | Walter Alston                                                  | |                                                           |
| 1968                      | 8e NL            | 76               | 86               | 0,469            |                  |                  | Walter Alston                                                  | |                                                           |
| 1969                      | 4e NL Ouest      | 85               | 77               | 0,524            | 1 784 527        | 22 031           | Walter Alston                                                  | |                                                           |
| 1970                      | 2e NL Ouest      | 87               | 74               | 0,540            | 1 697 142        | 20 952           | Walter Alston                                                  | |                                                           |
| 1971                      | 2e NL Ouest      | 89               | 73               | 0,549            | 2 064 594        | 25 489           | Walter Alston                                                  | |                                                           |
| 1972                      | 3e NL Ouest      | 85               | 70               | 0,548            | 1 860 858        | 24 811           | Walter Alston                                                  | |                                                           |
| 1973                      | 2e NL Ouest      | 95               | 66               | 0,590            | 2 136 192        | 26 373           | Walter Alston                                                  | |                                                           |
| 1974                      | 1e NL Ouest      | 102              | 60               | 0,629            | 2 632 474        | 32 500           | Walter Alston                                                  | Série de championnat V 3-1 (Pirates) Série mondiale D 1-4 (Athletics)                                                         |                                                           |
| 1975                      | 2e NL Ouest      | 88               | 74               | 0,543            | 2 539 349        | 31 350           | Walter Alston                                                  | |                                                           |
| 1976                      | 2e NL Ouest      | 92               | 70               | 0,567            | 2 386 301        | 29 461           | Walter Alston (90-68) Tommy Lasorda (2-2)                      | |                                                           |
| 1977                      | 1e NL Ouest      | 98               | 64               | 0,604            | 2 955 087        | 36 483           | Tommy Lasorda                                                  | Série de championnat V 3-1 (Phillies) Série mondiale D 2-4 (Yankees)                                                          |                                                           |
| 1978                      | 1e NL Ouest      | 95               | 67               | 0,586            | 3 347 845        | 41 331           | Tommy Lasorda                                                  | Série de championnat V 3-1 (Phillies) Série mondiale D 2-4 (Yankees)                                                          |                                                           |
| 1979                      | 3e NL Ouest      | 79               | 83               | 0,487            | 2 860 954        | 35 320           | Tommy Lasorda                                                  | |                                                           |
| 1980                      | 2e NL Ouest      | 92               | 71               | 0,564            | 3 249 287        | 39 625           | Tommy Lasorda                                                  | |                                                           |
| 1981                      | 1e NL Ouest      | 36               | 21               | 0,631            | 2 381 292        | 42 523           | Tommy Lasorda                                                  | Série de division V 3-2 (Astros) Série de championnat V 3-2 (Expos) Série mondiale V 4-2 (Yankees)                            |                                                           |
| 1981                      | 4e NL Ouest      | 27               | 26               | 0,509            | 2 381 292        | 42 523           | Tommy Lasorda                                                  | Série de division V 3-2 (Astros) Série de championnat V 3-2 (Expos) Série mondiale V 4-2 (Yankees)                            |                                                           |
| 1982                      | 2e NL Ouest      | 88               | 74               | 0,543            | 3 608 881        | 44 554           | Tommy Lasorda                                                  | |                                                           |
| 1983                      | 1e NL Ouest      | 91               | 71               | 0,561            | 3 510 313        | 43 879           | Tommy Lasorda                                                  | Série de championnat D 1-3 (Phillies)                                                                                         |                                                           |
| 1984                      | 4e NL Ouest      | 79               | 83               | 0,487            | 3 134 824        | 38 702           | Tommy Lasorda                                                  | |                                                           |
| 1985                      | 1e NL Ouest      | 95               | 67               | 0,586            | 3 264 593        | 40 304           | Tommy Lasorda                                                  | Série de championnat D 2-4 (Cardinals)                                                                                        |                                                           |
| 1986                      | 5e NL Ouest      | 73               | 89               | 0,450            | 3 023 208        | 37 324           | Tommy Lasorda                                                  | |                                                           |
| 1987                      | 4e NL Ouest      | 73               | 89               | 0,450            | 2 797 409        | 34 536           | Tommy Lasorda                                                  | |                                                           |
| 1988                      | 1e NL Ouest      | 94               | 67               | 0,583            | 2 980 262        | 36 793           | Tommy Lasorda                                                  | Série de championnat V 4-3 (Mets) Série mondiale V 4-1 (Athletics)                                                            |                                                           |
| 1989                      | 4e NL Ouest      | 77               | 83               | 0,481            | 2 944 653        | 36 354           | Tommy Lasorda                                                  | |                                                           |
| 1990                      | 2e NL Ouest      | 86               | 76               | 0,530            | 3 002 396        | 37 067           | Tommy Lasorda                                                  | |                                                           |
| 1991                      | 2e NL Ouest      | 93               | 69               | 0,574            | 3 348 170        | 41 335           | Tommy Lasorda                                                  | |                                                           |
| 1992                      | 6e NL Ouest      | 63               | 99               | 0,388            | 2 473 266        | 30 534           | Tommy Lasorda                                                  | |                                                           |
| 1993                      | 4e NL Ouest      | 81               | 81               | 0,500            | 3 170 393        | 39 141           | Tommy Lasorda                                                  | |                                                           |
| 1994                      | 1e NL Ouest      | 58               | 56               | 0,508            | 2 279 355        | 41 443           | Tommy Lasorda                                                  | Pas de play-offs en raison de la grève des joueurs                                                                            |                                                           |
| 1995                      | 1e NL Ouest      | 78               | 66               | 0,541            | 2 766 251        | 38 420           | Tommy Lasorda                                                  | Série de division D 0-3 (Reds)                                                                                                |                                                           |
| 1996                      | 2e NL Ouest      | 90               | 72               | 0,555            | 3 188 454        | 39 364           | Tommy Lasorda (41-35) Bill Russell (49-37)                     | Série de division D 0-3 (Braves)                                                                                              |                                                           |
| 1997                      | 2e NL Ouest      | 88               | 74               | 0,543            | 3 319 504        | 40 982           | Bill Russell                                                   | |                                                           |
| 1998                      | 3e NL Ouest      | 83               | 79               | 0,512            | 3 089 222        | 38 139           | Bill Russell (36-38) Glenn Hoffman (47-41)                     | |                                                           |
| 1999                      | 3e NL Ouest      | 77               | 85               | 0,475            | 3 095 346        | 38 214           | Davey Johnson                                                  | |                                                           |
| 2000                      | 2e NL Ouest      | 86               | 76               | 0,530            | 2 880 242        | 35 559           | Davey Johnson                                                  | |                                                           |
| 2001                      | 3e NL Ouest      | 86               | 76               | 0,530            | 3 017 143        | 37 249           | Jim Tracy                                                      | |                                                           |
| 2002                      | 3e NL Ouest      | 92               | 70               | 0,567            | 3 131 255        | 38 657           | Jim Tracy                                                      | |                                                           |
| 2003                      | 2e NL Ouest      | 85               | 77               | 0,524            | 3 138 626        | 38 748           | Jim Tracy                                                      | |                                                           |
| 2004                      | 1e NL Ouest      | 93               | 69               | 0,574            | 3 488 283        | 43 065           | Jim Tracy                                                      | Série de division D 1-3 (Cardinals)                                                                                           |                                                           |
| 2005                      | 4e NL Ouest      | 71               | 91               | 0,438            | 3 603 646        | 44 489           | Jim Tracy                                                      | |                                                           |
| 2006                      | 2e NL Ouest      | 88               | 74               | 0,543            | 3 758 545        | 46 402           | Grady Little                                                   | Série de division D 0-3 (Mets)                                                                                                |                                                           |
| 2007                      | 4e NL Ouest      | 82               | 80               | 0,506            | 3 857 036        | 47 618           | Grady Little                                                   | |                                                           |
| 2008                      | 1er NL Ouest     | 84               | 78               | 0,519            | 3 730 553        | 46 056           | Joe Torre                                                      | Série de division V 3-0 (Cubs) Série de Ligue D 1-4 (Phillies)                                                                |                                                           |
| 2009                      | 1er NL Ouest     | 95               | 67               | 0,519            | 3 761 655        | 46 440           | Joe Torre                                                      | Série de division V 3-0 (Cardinals) Série de Ligue D 1-4 (Phillies)                                                           |                                                           |
| 2010                      | 3e NL Ouest      | 80               | 82               | 0,494            | 3 562 320        | 43 979           | Joe Torre                                                      | |                                                           |
| 2011                      | 3e NL Ouest      | 82               | 79               | 0,509            | 2 935 139        | 36 236           | Don Mattingly                                                  | |                                                           |
| 2012                      | 2e NL Ouest      | 86               | 76               | 0,531            | 3 324 246        | 41 040           | Don Mattingly                                                  | |                                                           |
| 2013                      | 1e NL Ouest      | 92               | 70               | 0,568            | 3 743 527        | 46 216           | Don Mattingly                                                  | Série de division V 3-1 (Braves) Série de Ligue D 2-4 (Cardinals)                                                             |                                                           |
| 2014                      | 1e NL Ouest      | 94               | 68               | 0,580            | 3 782 337        | 46 696           | Don Mattingly                                                  | Série de division D 1-3 (Cardinals)                                                                                           |                                                           |
| 2015                      | 1e NL Ouest      | 92               | 70               | 0,568            | 3 764 815        | 46 479           | Don Mattingly                                                  | Série de division D 2-3 (Mets)                                                                                                |                                                           |
| 2016                      | 1e NL Ouest      | 91               | 71               | 0,562            | 3 703 312        | 45 720           | Dave Roberts                                                   | Série de division V 3-2 (Nationals) Série de Ligue D 2-4 (Cubs)                                                               |                                                           |
| 2017                      | 1e NL Ouest      | 104              | 58               | 0,642            | 3 765 856        | 46 492           | Dave Roberts                                                   | Série de division V 3-0 (Diamondbacks) Série de Ligue V 4-1 (Cubs) Série mondiale D 3-4 (Astros)                              |                                                           |
| 2018                      | 1e NL Ouest      | 92               | 71               | 0,564            | 3 857 500        | 47 623           | Dave Roberts                                                   | Série de division V 3-1 (Braves) Série de Ligue V 4-3 (Brewers) Série mondiale D 1-4 (Red Sox)                                |                                                           |
| 2019                      | 1e NL Ouest      | 106              | 56               | 0,654            | 3 974 309        | 49 066           | Dave Roberts                                                   | Série de division D 2-3 (Nationals)                                                                                           |                                                           |
| 2020                      | 1e NL Ouest      | 43               | 17               | 0,717            | 0                | 0                | Dave Roberts                                                   | Série de Wild Card V 2-0 (Brewers) Série de Division V 3-0 (Padres) Série de Ligue V 4-3 (Braves) Série Mondiale V 4-2 (Rays) |                                                           |
| Totaux                    | Totaux           | 10 868           | 9762             | 0,527            | 128 802 492      |                  |                                                                | Bilan en playoffs : 76 victoires pour 97 défaites (0,439)                                                                     | Bilan en playoffs : 76 victoires pour 97 défaites (0,439) |